# Sogndal Fotball
El Sogndal Fotball, es un equipo de fútbol de la ciudad de Sogndal en Noruega. Fue fundado el 19 de febrero de 1926 y juega actualmente en la Adeccoligaen.

## Uniforme
- Uniforme titular: Camiseta blanca, pantalón y medias negras.
- Uniforme alternativo: Camiseta, pantalón y medias café.

## Palmarés

### Torneos nacionales
- Adeccoligaen: 1

2015
- Copa de Noruega: 0
  - Finalista: 1

1976